# Nathalie Hagman
Nathalie Mari Hagman (Farsta, 19 de julio de 1991) es una jugadora de balonmano sueca que juega de extremo derecho en el Neptunes de Nantes francés. Es internacional con la selección femenina de balonmano de Suecia.

## Palmarés

### Nykøbing Falster
- Liga de Dinamarca de balonmano femenino (1): 2017

### CSM București
- Liga Națională (1): 2018
- Copa de Rumania de balonmano femenino (2): 2018, 2019

### Neptunes de Nantes
- Liga Europea de la EHF femenina (1): 2021

## Clubes
| Club                          | País      | Año         |
| ----------------------------- | --------- | ----------- |
| Skuru IK                      | Suecia    | 2008 - 2011 |
| Lugi HF                       | Suecia    | 2011 - 2014 |
| Team Tvis Holstebro           | Dinamarca | 2014 - 2016 |
| Nykøbing Falster Håndboldklub | Dinamarca | 2016 - 2017 |
| CSM București                 | Rumania   | 2017 - 2019 |
| Odense Håndbold               | Dinamarca | 2019 - 2020 |
| Neptunes de Nantes            | Francia   | 2020 - Act. |